# Gilbertiella congoloma
Gilbertiella es un género monotípico de plantas fanerógamas, perteneciente a la familia de las anonáceas. Su única especie:  Gilbertiella congoloma Boutique, es nativa de África central.

## Descripción
Es una liana canopea (que alcanza el dosel del bosque) y cuyo tallo tiene hasta cinco cm de diámetro. Se encuentra en los ríos y los bosques de meseta, en la República Democrática del Congo.

## Taxonomía
Gilbertiella congoloma fue descrita por Raymond Boutique 1906-1985 y publicado en Bulletin du Jardin Botanique de l'État 21: 124, en el año 1951.